# Tradiciones y ceremonias de Fiyi

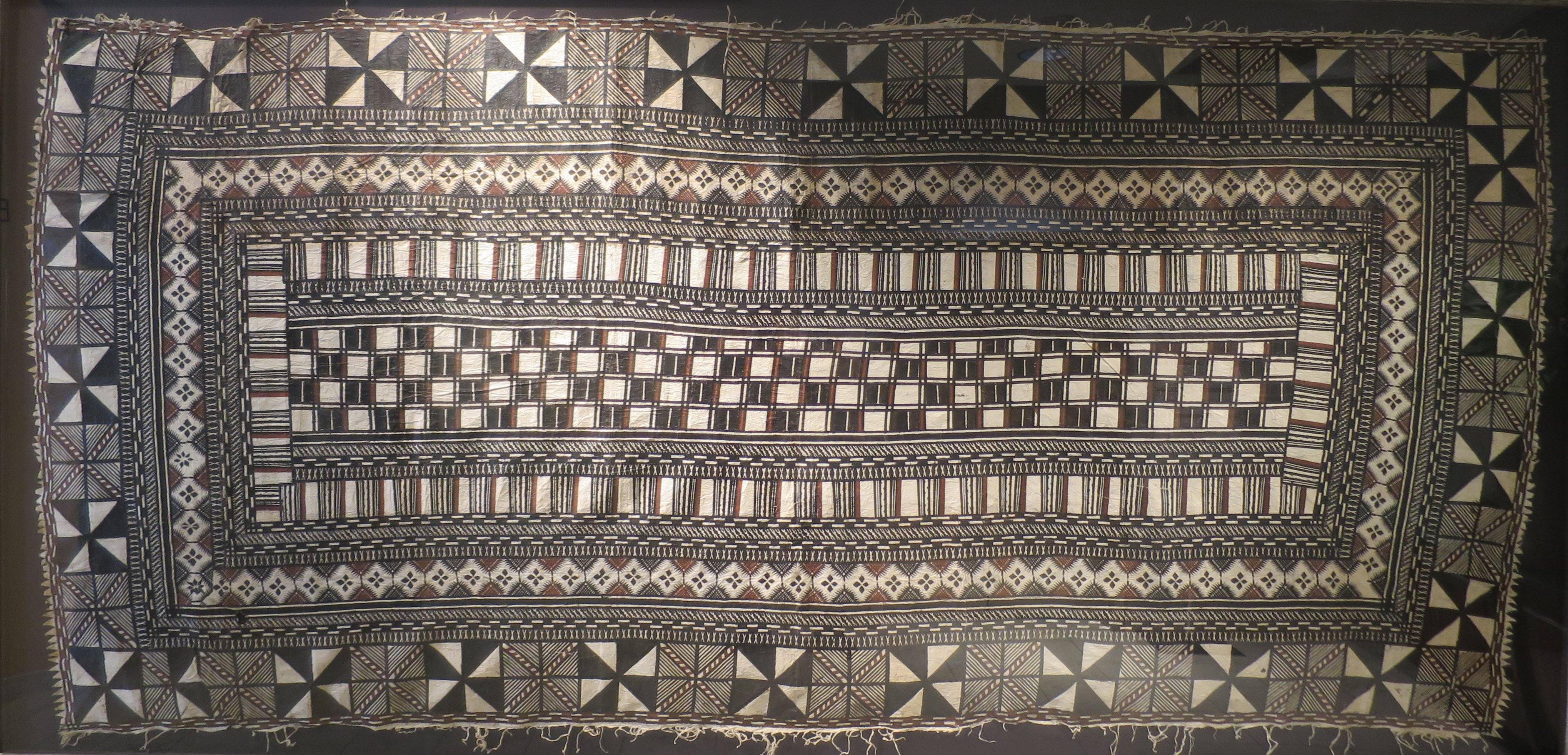
Masi o Mats, artículo tradicional usado para diversas ceremonias en Fiyi, c. 1800, actualmente conservado en el Neiman Marcus Art Collection, Honolulu)

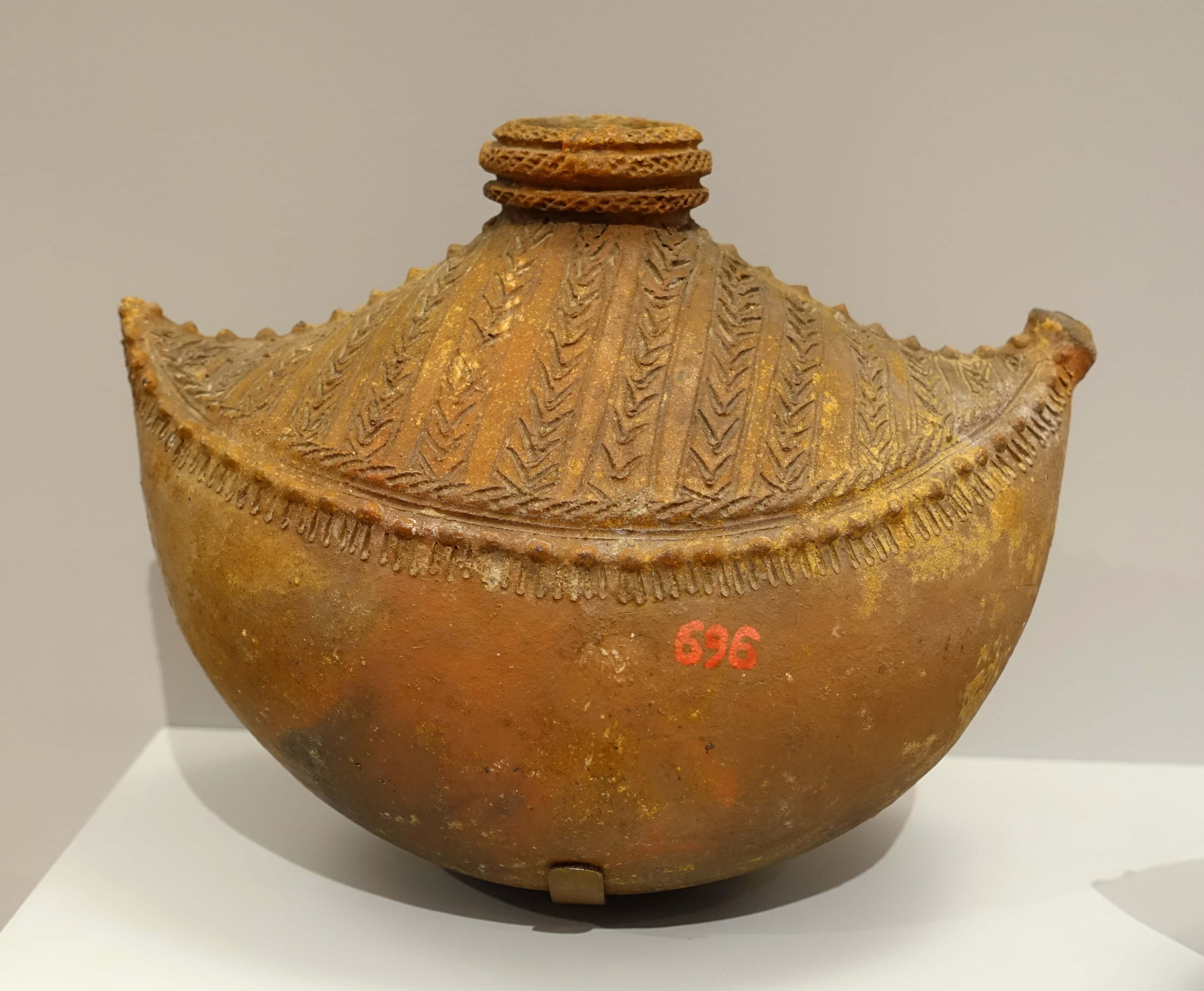
Cerámica para Kava o Yaqona de Fiyi, de una exploración realizada entre 1838-1842. Peabody Museum, Universidad de Harvard

Tradiciones y ceremonias de Fiyi es una forma de vida viva que se ha mantenido intacta durante milenios, evolucionando a medida que la nación de Fiyi se ha modernizado con el tiempo, con diversas influencias externas de los vecinos del Pacífico y de la sociedad europea y asiática. El término fiyiano en este artículo se refiere a «indígenas fiyianos» o «I Taukei», como el término fiyian generalmente incluye a todos los ciudadanos de Fiyi. Este artículo es una descripción general de varios aspectos de la tradición, la estructura social y la ceremonia de Fiyi, en gran parte de la tradición de Bauan Fiyian. Hay variaciones de provincia a provincia. Muchas complejidades sociales dependen de la posición social heredada y la ocasión con la que se enfrenta: cada uno tendrá una etiqueta social particular. Los términos de Fiyi en este artículo son a menudo del dialecto de Bauan.
```
Estructura social 
```

Tradicionalmente, cada aldeano de Fiyi nace con un cierto papel en la unidad familiar o Tokatoka. Varios jefes de familia administrarán y dirigirán la unidad familiar dentro de la comunidad del pueblo. Cada jefe de la aldea, a su vez, llevará a la gente a cumplir su papel en la Vanua.
Cada aldea tendrá varias unidades familiares / Tokatoka, que forman parte de un clan o Mataqali. Varios mataqali conformarán la tribu más grande o Yavusa. Varios Yavusa pertenecerán a cierto grupo de tierra y conformarán la Vanua. —confederación de Yavusa— La doctora Asesela Ravuvu describe la Vanua como:

El alma viviente o manifestación humana del ambiente físico que los miembros desde entonces han afirmado que les pertenece y al que también pertenecen. La tierra es la entidad física o geográfica de las personas, de la cual depende su supervivencia ... como grupo. La tierra es, pues, una extensión del yo. Igualmente las personas son una extensión de la tierra. La tierra se vuelve inerte e inútil sin la gente, y de la misma manera la gente está indefensa e insegura sin tierra para prosperar.
Asesela Ravuvu (1983)

El Vanua está encabezado por un «Turaga i taukei», el jefe más prominente de la familia principal. Para explicar con más detalle, un Vanua es el grupo colectivo más grande de personas asociadas con un territorio o área de tierra en particular. Un Vanua es divisible en un grupo de Yavusa / tribus: un Yavusa es un grupo de Mataqali / clanes: un Mataqali es un grupo de Tokatoka/ unidades familiares. Dentro del Mataqali que conforma un Yavusa, predominará un Mataqali y encabezará ese Yavusa como un todo.  De manera similar, un Tokatoka encabezará un Mataqali y un miembro de ese Tokatoka serán el Jefe Principal / Turaga i Taukei de ese Vanua.
Matanitu, es una confederación de Vanua, no a través de ancestros o lazos tradicionales, sino de alianzas formadas políticamente o en guerra y/o unidas por una necesidad común.

## Categorías
Dentro del sistema de creencias Bauan de Fiyi, todos los fiyianos se clasifican en una de las dos categorías siguientes que indicarán su posición y papel en la comunidad:
1. Liga-ni-Magiti (mano del banquete): (8) - 3 posiciones Turaga; 5 posiciones Bete.
2. Liga-ni-Wau (mano del club): (7) - 3 Bati; 2 Matai; 2 posiciones Dau.
Las dos categorías se dividen en subcategorías que se indican mediante un número. Existe Liga ni Magiti, que es de categoría uno y está indicada por el número 8 (Walu), que luego tiene dos subcategorías; primero 3, que es Turaga en general, que contiene el Ratu y el Adi (Realeza de Fiyi). Estos son considerados líderes y administradores de nacimiento. Luego, en segundo lugar, la subcategoría 5 de la Categoría 1 son los Bete: sacerdotes o heraldos; tradicionalmente, son los portavoces, consejeros, asesores de la tierra y los espiritistas.
La categoría 2, Liga ni Wau, se indica con el número 7 (Vitu). Liga ni Wau tiene tres subcategorías. Primero están los 3, los Bati, tradicionalmente los guerreros, son la ayuda de la guerra, los guardianes de la paz y los instrumentos de disciplina en nombre de los Turaga.  Luego está la subcategoría 2: Matai: un término general para personas hábiles —por ejemplo, carpinteros, artesanos, constructores de casas o canoas—. La última subcategoría, 2 Dau, es el término general para un experto de algún tipo (por ejemplo, dau-ni-vucu [poeta], dau-ni-yau [tesorero]). Se dice socialmente, Ke na Dau qori, que significa «Él es el experto».

## Términos de relaciones dentro de la sociedad de Fiyi
Una primera pregunta que generalmente se hace en Fiyi es «¿De dónde es usted?» Para que las personas puedan determinar qué relación tienen con usted y cómo interactuarán con usted. Hay varios términos de relación en Fiyi:
«Tauvu». Tau (amigo); Vu (espíritu); teniendo el mismo Vu, raíz o fundador. Basil Thomson (1908) sugiere que «los grupos en Fiyi que son tauvu o kalou-vata, es decir, adoradores del mismo dios, tienen un origen común». Los tauvu tienen derechos recíprocos de llevarse los bienes mutuamente y hacer bromas entre ellos, aunque esto no es usual tierra adentro en Viti Levu. Los siguientes son algunos grupos de tauvu:
1. Lomaloma y Moturiki también en la aldea de Yadrana en la isla de Lakeba y también en la islas Moala
2. Lomaiviti y Cakaudrove
3. Cakaudrove y Bua
4. Lakeba y Noco
5. Lau y Rewa
6. Cakaudrove y Tailevu
7. Ra/Nadroga/Kadavu/Ba
8. Macuata/Naitasiri
9. Serua/Kadavu
10. Nadroga/Kadavu
11. Nadi/Kadavu
12. Ono-i-Lau/Bau Island
13. Ono, Kadavu/Ono-i-Lau
14. Ono-i-Lau/Oneata

### Otros términos
«Tako-Lavo». Esta relación se da con las personas de Colo de Inland Viti Levu, por ejemplo, áreas de Serua, y Namosi. El significado de Tako-Lavo es la relación del Padre {Tako} Son {Lavo}. «Kaivata» o «Kai» pueden usarse generalmente en todos los ámbitos para todos los habitantes de Fiyi, si se identifican dentro de la misma provincia. «Kai-noqu» se puede usar cuando un fiyiano generalmente se dirige a otro fiyiano que comparte la misma sangre en algún lugar de su linaje.
El término «Vasu» en Fiyi se refiere a los vínculos maternos de un individuo con un pueblo, Matagali, etc. Si un niño es de una mujer de rango, es un Vasu Levu para esa área en particular. Si tanto la madre como el padre son fiyianos, él/ella es un Vasu I Taukei. Si tanto la madre como el padre son fiyianos y los dos son de un rango superior de las áreas respectivas, la conexión Vasu del niño se conoce como Turaga na Vasu. El matrimonio a través del Vasu se usó para expandir reinos y unir a viejos enemigos o fortalecer los vínculos familiares.

### Un ejemplo
Si un fiyiano era Kai Rewa y Vasu i Lau (paternalmente del Distrito de Rewa de la Provincia de Rewa y maternalmente de Lakeba, Lau), sería considerado de Rewa, que es de la confederación de Burebasaga y Lakeba de la Provincia de Lau, que es de la confederación Tovata. Con respecto a su lado matrilineal, siendo el de Lakeba, provincia de Lau de Tovata, se aplica lo siguiente:
Si él o ella tomara el lado de su padre y reconociera puramente su linaje de Rewa Tikina, provincia de Rewa, de la confederación Burebasaga, se aplicaría lo siguiente:
Se diría «Naita» a los de provincia de Tailevu y Yasayasa Vakara, y «Tauvu» a los del grupo de la provincia de Lau.

## Relaciones dentro de la familia fiyiana
Existe una gran complejidad en la interacción social entre las familias y las tribus cercanas, entre hermanos y hermanas, primos, tíos y similares. El concepto en Fiyi de «familia» no se alinea con la noción occidental de una familia normativa. Los miembros de la familia extendida adoptarán roles y títulos de un tutor directo. La cultura iTaukei (indígenas fiyi) no se basa en el linaje biológico sino en el vínculo de un niño con un ancestro espiritual. Esto ha demostrado ser un obstáculo al intentar aplicar la cultura occidental en un paisaje de Fiyi, como el uso de un sistema de justicia penal predominantemente occidental. [8]
Megan Lee, en su papel Life in a Fijian Village, al estudiar la estructura social y la organización de la aldea de Naivuvuni, afirma: «El sistema de parentesco es un aspecto esencial de la vida de Fiyi. Las formas en que las personas interactúan entre sí se basan en cómo se relacionan entre sí dentro de la unidad familiar. Las relaciones de respeto y evitación son críticas para el sistema de parentesco.  El respeto se basa en tres conceptos principales: edad, sexo y distancia social. Cuanto más vieja es una persona, más respeto tiene, independientemente del sexo o el rango social. La cantidad de respeto que se muestra también depende de la cantidad de distancia social entre las personas. Las personas que interactúan entre sí de manera regular tienden a ser más relajadas y menos estrictas sobre las relaciones de respeto adecuadas. Las personas que no se ven con tanta frecuencia y que están menos familiarizadas con las otras siguen las reglas esperadas».
Los siguientes términos —con variación entre provincias—  se usan entre los familiares cercanos:
El término «Yaca» se usa para referirse a su homónimo cuando un niño recuerda a un familiar que falleció. Los niños también tienen nombres de parientes vivos. El término se usa aún más libremente hoy en día entre amigos si comparte el mismo nombre, aunque este no se usa en su contexto correcto.
Anne E. Becker en su libro Body, Self, and Society: the view from Fiji escribe:

En el caso de que una relación de parentesco no pueda ser evocada de la reunión, las partes respectivas invocarán una de muchas otras relaciones que los asocian de alguna manera, por ejemplo, pueden ser homónimos mutuos (Yaca) o sus respectivos espíritus ancestrales regionales (Vu) Mayo han sido amigos, por lo que por silogismo son Tauvu y se dirigen entre sí como Tau.

El término «Tavale» es usado por aquellos que son primos cruzados, por ejemplo, el hijo o la hija de la hermana de un padre o el hermano de la madre.
Megan Lee en su artículo Life in a Fijian Village, en el Capítulo 2, Estructura social y organización de la aldea de Naivuvuni, escribe:

Tradicionalmente, era de este grupo de parientes que un hombre escogería a su esposa, aunque hoy en día esta práctica no se suele seguir. Los primos cruzados masculinos y femeninos se conocen como «tavale». Los hombres también se refieren a las primas cruzadas femeninas como tavale y las mujeres llaman a los hombres por el mismo nombre en lugar de usar su nombre real. Una mujer se refiere a otra prima cruzada femenina como «dauve», o cuñada, porque el hermano de una prima cruzada femenina podría convertirse en esposo. De manera similar, una mujer se refiere a la esposa de su primo cruzado masculino como «karua», que significa segunda esposa, porque si ella muriera, un primo cruzado podría convertirse en su nuevo esposo. Los primos cruzados también tienen la responsabilidad de enterrarse unos a otros cuando mueren.

También William Rivers en su libro The History of Melanesian Society afirma:

En Fiyi, el término de la gente de la costa está determinado por el matrimonio de su primo cruzado, es decir, tavale, davola y dauve, pero entre la gente de la montaña hay una serie de otros términos que incluyen daku, vitabui, vaidakavi, veilavi y vikila, aunque, tavale de la costa en la gente es de uso frecuente.

«Tata, Nana, Nei» y «Momo». Los padres de los primos cruzados reciben el mismo tratamiento que los padres biológicos, la hermana menor de la madre de un niño se conoce como nana Lailai o madre pequeña. Si ella es mayor que la propia madre del niño, se la conoce como Nana levu o madre grande. Del mismo modo, los hermanos del padre del niño se llaman Tata Lailai y Tata Levu según la antigüedad.
La hermana del padre de un niño se conoce como «Nei» o tía, mientras que el hermano de la madre de un niño se conoce como «Momo». La relación con los padres de los primos cruzados de uno es relajada, teniendo en cuenta que a Momo y Nei se les debe mostrar respeto porque son mayores.
Los anteriores son únicamente ejemplos simples y existen más complejidades.

## Ceremonias
Las interacciones sociales de Fiyi están llenas de ceremonias de diversos grados. Dependiendo de la ocasión y la situación, tres ceremonias clave, que concuerdan con otras culturas, son: nacimiento, muerte y matrimonio.

### Nacimientos
Tradicionalmente hablando, los cumpleaños no se celebraban en la sociedad de Fiji. Sin embargo, hay cumpleaños de algunas personas que tienen un significado especial. Por ejemplo, el primer cumpleaños del niño primogénito a menudo se celebra en ambos lados de la familia. El lado del padre traerá esterillas donde el niño se sienta durante la fiesta y la fiesta, y luego el lado de la madre se los lleva y los distribuye entre ellos. El enfoque es, inusualmente, en los diferentes grupos y no en el individuo.

### Compromiso
Un compromiso formal (ai lakovi) implica el regalo de una tabua (diente de ballena) de un hombre a una mujer.

### Matrimonios
Los matrimonios arreglados rara vez se practican en la moderna Fiyi. Sin embargo, tradicionalmente, un matrimonio era arreglado por los padres del hombre y los miembros principales de su Mataqali y se habría basado en la relación que se crearía entre los dos clanes. Rara vez se trataba de los individuos mismos.
La Dra. Asesela Ravuvu afirma en su libro The Fijian Way of Life (1983, p. 45):

El matrimonio no era únicamente una unión de dos individuos, también era el «matrimonio» de los dos grupos, que de ese modo se relacionaban social y económicamente entre sí
Asesela Ravuvu (1983).

Megan Lee escribe en su artículo Life in a Fijian Village:

La mujer y el hombre se utilizaron como herramientas para fomentar las relaciones sociales entre los dos grupos. Para un hombre y una mujer casarse con dos grupos que no tenían una relación social o económica anterior era poco común. El matrimonio se usaba a menudo para reforzar un vínculo entre dos grupos que habían estado unidos por un matrimonio de varias generaciones pasadas.

La fuga se ha vuelto más común pero causa tensión entre la esposa y sus suegros. Si esto sucede, se debe realizar la siguiente ceremonia llamada Bulubulu que significa «enterrar». Esto reconcilia a las dos familias, ya que se considera que el esposo cometió una especie de robo. Es costoso realizar bulubulu, y generalmente no se realiza hasta algunos años después del matrimonio. La esposa no puede regresar a su aldea hasta que se realice. 
Si se sigue todo el protocolo hacia el matrimonio, se realiza el Tevutevu. Involucra a ambos lados de la familia, en la que presentan a la pareja tapetes y otros artículos prácticos del hogar para que puedan comenzar su nuevo hogar. Si bien aún son parte de un clan más grande, esto simboliza que ahora son una familia separada e independiente.

### Muertes
Cuando ocurre una muerte, los clanes relacionados y la familia se unen en una reunión religiosa y social para compartir su dolor y reafirmar las conexiones entre ellos.
La muerte tiene el «Reguregu», que es el período previo al entierro, donde todos los amigos y familiares vienen a presentar sus respetos. La etiqueta de presentación utiliza Mats, Yaqona y Tabua y varía de una provincia a otra. Después de varios días de esto, se lleva a cabo el entierro real y Mats y Masi se colocan sobre el sitio de la tumba. La muerte se conmemora en la ceremonia del entierro y nuevamente en la cuarta y décima noche a partir de entonces. Cien días después de la muerte, el luto se levanta y los diversos tabúes, o en el Tabu de Fiyi, se levantan de los miembros de la familia en lo que se llama la ceremonia Vakataraisulu. Luego se cementa el sitio de la tumba. Una ceremonia más se lleva a cabo un año después. Cada una de las reuniones mencionadas anteriormente incluye a los lados de la madre y del padre reunidos. 
Estas ceremonias no son tan estrictas hoy como en tiempos pasados. Cada provincia sigue un patrón similar pero con variaciones específicas.

## Artículos ceremoniales y etiqueta
Los elementos que se compartirán en general en todo el grupo de Fiyi en la ceremonia y las interacciones sociales son Yaqona, Tabua, Mats, Masi; a continuación se tratará esto con más detalles.

### Yaqona
Yaqona es la planta Piper methysticum de la familia del Piperaceae. La raíz y el tallo se lavan y se secan a fondo, luego se convierten en un polvo que se mezcla con agua y se filtra a través de un paño de seda. Antes de la introducción de la seda se utilizaron cañas especiales.
Yaqona es una parte central y antigua de la ceremonia de Fiyi. Mientras que Yaqona antiguamente era para uso único de sacerdotes (Bete), jefes y ancianos, ahora es consumida por todos. A continuación se describe una ceremonia de Yaqona a la manera de Bauan —Bau : una isla y aldea prominente de la Confederación Kubuna en la provincia de Tailevu—.
La Yaqona se consume sentado sobre una estera Pandanus rectangular. En un extremo hay un tanoa —tazón de mezcla de madera o arcilla—. El área frontal tiene Magimagi (cuerda de fibra de coco) y carcasas Cowry unidas a Magimagi. Esta cuerda se coloca hacia el jefe, mientras que junto al jefe estarán su portavoz y otros hombres mayores. Detrás del tanoa habrá generalmente tres personas: una para la mezcla y dos para servir y recoger agua según sea necesario.
Una vez que la persona que lo mezcla tenga todo lo que necesita delante de él, se sentará con las piernas cruzadas y erguidas, tocará el Tanoa y dirá: «Qai vakarau perderá a Saka Na Yaqona vaka Turaga» —respetuosamente mezclaré el Yaqona para el Jefe—. Después de mezclar, toma el tazón de cáscara de coco y lo llena con Yaqona. Lo levanta alto y luego deja que Yaqona vuelva a la tanoa para que el Heraldo del Jefe pueda ver la bebida. El heraldo, al verlo es demasiado «sosoko» (fuerte) exclamará Wai. Al escuchar esto, el mezclador agregará más agua y repetirá la misma acción hasta que escuche al heraldo decir Wai donu.  Entonces sabe que el Yaqona está con una buena combinación y está listo para ser servido. Pone sus manos juntas y rodea a la tanoa con sus manos, diciendo:Qai darama saka tu na Yaqona Vakaturaga —Con respeto, los jefes, Yaqona está listo para beber—.  Luego toma sus manos, aplaude tres veces y comienza a servir la Yaqona en un bilo —copa de cáscara de coco—. Luego será llevado cuidadosamente al jefe en su bilo personal —todos los demás beberán de una misma taza—. El jefe recibirá el bilo de Yaqona ahuecando sus manos y aplaudiendo con un sonido profundo y digno. Luego tomará su bilo y beberá. Mientras está bebiendo, todos aplaudirán en un tiempo lento, y cuando termine, el heraldo exclamará Maca.y todos aplaudirán tres veces. Lo mismo se repetirá para el heraldo, pero todos aplaudirán únicamente dos veces cuando haya terminado. Durante un tiempo, este proceso se repetirá, luego, una vez que sienta que es apropiado, el heraldo enviará una señal al mezclador para que abra la bebida de Yaqona a todos. Toca a ambos lados del Tanoa y dice Taki vakavo Na Yaqona vaka Turaga —Ahora todos pueden beber con los jefes, Yaqona— y luego aplaudirán dos veces. Luego se permitirá que todos beban, siguiendo el orden de antigüedad. Si alguien viene en medio de la bebida, debe traer una pequeña ofrenda (sevusevu) de Kava / Yaqona como señal de respeto. Se anunciará a sí mismo con un saludo respetuoso y luego los miembros mayores que beban lo invitarán a unirse. Dará algunas palabras de respeto cuando coloque su Yaqona sobre la colchoneta antes que los demás. Luego, un miembro de la fiesta de la bebida, generalmente el heraldo, tocará la Yaqona y dirá unas palabras que terminarán con Tarai Saka tu na sevusevu Levu, como aceptación de la muestra de respeto (Sevusevu) y la sesión de bebida continuará junto con la narración de muchas historias. Una vez que la Tanoa esté vacía y el heraldo vea que es apropiado terminar la sesión de bebida y no volver a mezclar, le hará una señal al mezclador, quien luego dirá: Qai maca saka tu na Yaqona Vakaturaga —respetuosamente a todos, Yaqona está terminada—.
Entre las reuniones de amigos y familiares, esta etiqueta se sigue de manera más generalizada y el dialecto y la etiqueta social pueden variar de un lugar a otro.

### Tabua
La tabua es un diente de ballena y es un regalo valioso en presentaciones ceremoniales, cuanto mayor es el número de dientes que se presentan, mayor es el regalo. Es importante que el presentador minimice la oferta, pero los que la reciben siempre hablarán de la oferta: si es pequeña, dirán que es genial, el punto es la elocuencia y la humildad.

### Mats o Masi
Las Mats o esteras son generalmente rectangulares y varían en diseño entre provincias. Están hechas de la planta Pandanus, una planta de marisma de agua salada que también se encuentra en todo el Pacífico y el sudeste asiático. Las hojas se hierven, se golpean con un mazo de madera pesado y luego se secan y se enrollan en paquetes. Luego se tejen en esteras de diferentes diseños. Los colores son normalmente un color terroso beige y negro o marrón con tintes utilizados del árbol de mangle, aunque ahora, algunos materiales modernos se utilizan como hilos de colores para hacer bordes con volantes. El intercambio de esteras ha sido una práctica común en todas las formas de la ceremonia de Fiyi desde la antigüedad.
Las Mats se hace de la corteza de la mora. La capa exterior se separa del núcleo del tallo y la corteza exterior oscura se raspa. Las tiras de fibra se colocan en un yunque de madera como un taburete bajo, o en cualquier superficie plana y dura, y la fibra se golpea con palos de madera, batiéndola y doblando repetidamente hasta que tenga casi medio metro de ancho. Las piezas se superponen y se golpean en las uniones para formar piezas más grandes. La tela resultante se seca al sol.
Los tintes, generalmente variaciones de marrones y negros terrosos, se obtienen a partir de savia de manglar, arcilla de terracota y hollín especialmente preparado. También se puede ahumar sobre un fuego de caña de azúcar para producir el masi kuvui de color canela. Los diseños varían de provincia a provincia. Los  más famosos e intrincados son de la isla de Vatulele. El grupo Lau también es famoso por sus artesanías y, en particular, por el arte de hacer finos los masi. Los mejores masi blancos son considerados originarios de Tonga. El masi se puede usar como una pieza decorativa permanente en una casa o como una pieza decorativa temporal en varias ceremonias.
Uno de los usos de Masi es envolver al recién nacido recogido en el hospital, mientras que en el otro extremo del ciclo de vida decora la habitación donde se encuentra el cuerpo antes del entierro. También cubre el ataúd, y se extiende sobre la tumba.

### Otros artículos
Si bien Tabua, Yaqona y Mats son artículos cruciales en ceremonias y reuniones sociales, se incluyen muchos otros artículos, como varios cultivos de raíces y ahora harina, pan, alimentos enlatados, queroseno, jabones y similares para áreas rurales y distantes. Estos ayudan a satisfacer las necesidades físicas, mientras que Tabua y Yaqona son elementos de respeto y tienen un significado espiritual.

## Otras lecturas
- Asesela Ravuvu, The Fijian Ethos, Institute of Pacific Studies, University of the South Pacific, 1987. Here’s searchable snippet view of the book Fijian Ethos.
- Nayacakalou, R. R., Tradition and Change in the Fijian Village. Suva, Fiji: South Pacific Social Sciences Association. 1978.
- Unaisi Nabobo-baba, Knowing & Learning - an indigenous Fijian approach, IPS Publications, University of the South Pacific, 2006. ISBN 978-982-02-0379-2. General reference to Traditional Fijian culture, terms and meanings and history with a study on the people of Vugalei on Viti Levu in the Kubuna confederacy.

- Datos: Q5448205